# La Chapelle-sous-Brancion
 La Chapelle-sous-Brancion  es una población y comuna francesa, en la región de Borgoña, departamento de Saona y Loira, en el distrito de Mâcon y cantón de Tournus.

## Demografía
| 181 | 175 | 121 | 153 | 149 | 139 |
| Para los censos de 1962 a 1999 la población legal corresponde a la población sin duplicidades (Fuente: INSEE [Consultar]) |     |     |     |     |     |